# AssaultCube
AssaultCube es un videojuego de acción en primera persona basado en el motor Cube. AssaultCube está hecho para jugar en línea por servidores, pero tiene un modo offline en el que se puede jugar con bots, emulando una partida en línea. AssaultCube es gratuito, ya que su motor es Código abierto, aunque sus texturas y otras partes del juego no lo son.

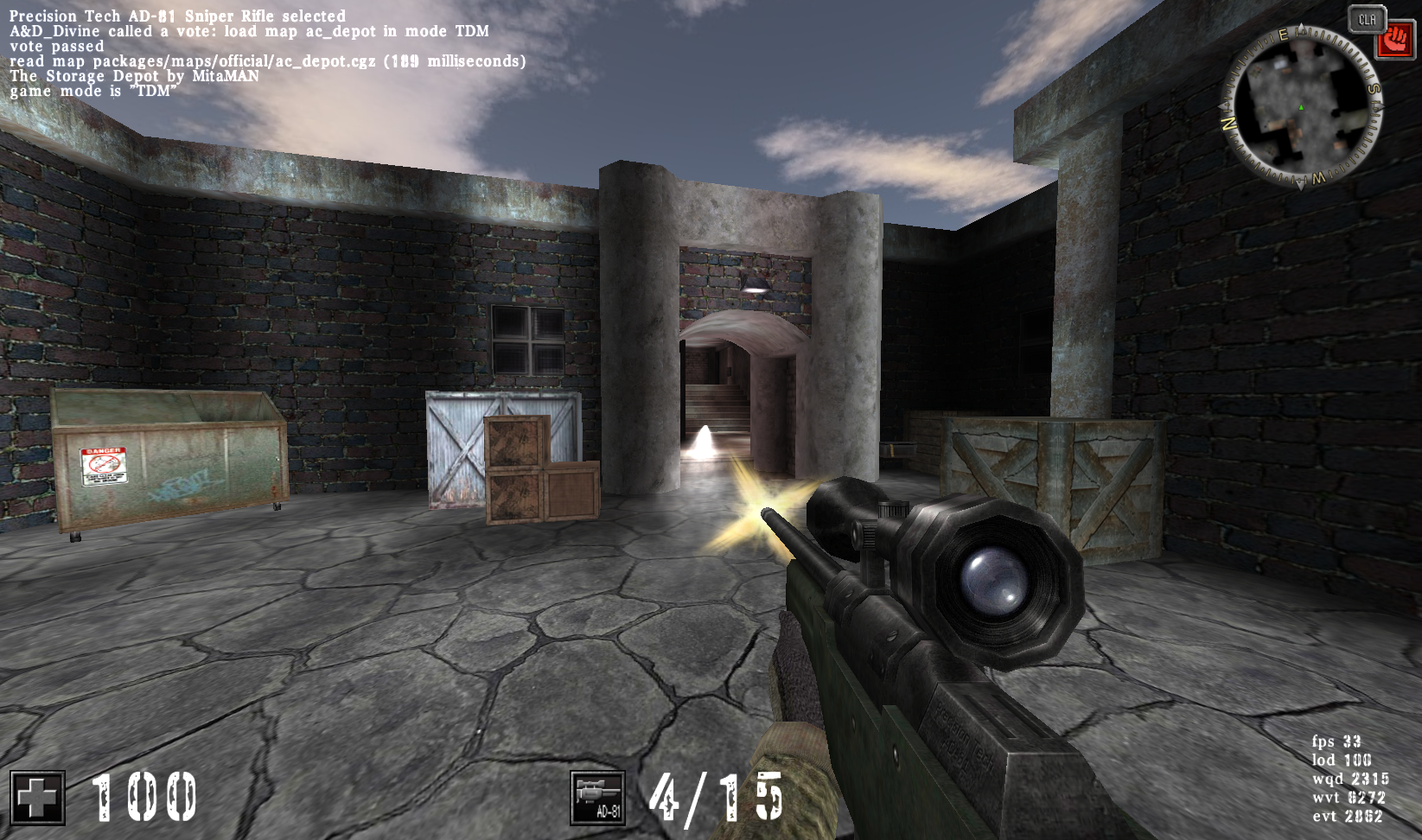
Captura de pantalla del juego.

## El juego
AssaultCube es un juego muy rápido (como Quake) y funciona en casi cualquier ordenador y sistema operativo, ya que necesita muy pocos recursos y hasta el instalador es pequeño.
Es posible encontrar varios movimientos especiales que se han dejado intencionadamente del motor Cube, como el "straferunning", el "cooking nade" o el poder de coger impulso gracias a las armas para llegar a sitios a los que no se puede acceder de otra forma.
También se incluye un editor de mapas en el mismo juego.

### Modos de juego
- Capture The Flag (CTF. Captura de bandera enemiga.)
- Deathmatch y Team Deathmatch (DM y TDM. Combate a muerte.)
- One Shot One Kill y Team One Shot One Kill (OSOK y TOSOK. Combate de un tiro a muerte.)
- Last Swiss Standing (LSS. Combate con cuchillos por rondas.)
- Survivor y Team Survivor (SURV y TSURV. Combate por rondas.)
- Pistol Frenzy (PF. Combate con pistolas por rondas.)
- Keep The Flag y Team Keep The Flag (KTF y TKTF. Captura de la propia bandera.)
- Hunt The Flag (HTF. Posesión de bandera.)
- Cooperative Edit (COOP. Edición cooperativa de un mapa.)

### Armas disponibles
Hay siete armas, que están disponibles para ser utilizadas en cualquier momento.
- Swiss Tech Combat Blade DR-88 (Navaja)
- Mk-77 Semi-Automatic Pistol (Pistola)
- MTP-57 Assault Rifle (Rifle de asalto)
- Precision Tech AD-81 Sniper Rifle (Rifle de francotirador)
- A-Ard 10 Submachine Gun (Subfusil)
- V-19 Combat Shotgun (Escopeta)
- SAL-T3 Grenade (Granada)

También hay una versión con nuevas armas llamada assault cube reloaded